# Sometimes (canção de Britney Spears)
"Sometimes" (em português: Às Vezes) é uma canção gravada pela artista americana Britney Spears. A canção foi escrita por Jörgen Elofsson e produzida por Per Magnusson e David Krueger para o álbum de estreia da cantora, ...Baby One More Time (1999). A canção foi lançada em 6 de abril de 1999 pela Jive Records como o segundo single do álbum. A canção de teen pop fala sobre um relacionamento onde uma garota é tímida e não expressa todos os seus sentimentos para seu companheiro, apesar de querer.
"Sometimes" recebeu opiniões diversificadas dos críticos contemporâneos, com alguns o chamando de um futuro hit para …Baby One More Time, e outros dizendo que é uma canção totalmente banal, embora considerando ser uma representação irritante dos anos inocentes de Spears. A canção obteve um sucesso comercial, atingindo o top dez em onze países. A canção recebeu uma certificação de disco de Platina pela Australian Recording Industry Association (ARIA), por vender mais de 70.000 unidades físicas do single. Também recebeu uma certificação de disco de Prata pela Syndicat National de l'Édition Phonographique (SNEP), na França, e disco de Ouro pela Recording Industry Association of New Zealand (RIANZ).
Um videoclipe foi feito para acompanhar o single, dirigido por Nigel Dick, retrata Spears como a tímida e inocente. Spears performou "Sometimes" em três turnês mundiais, incluindo ...Baby One More Time Tour, onde a cantora performou um cover de "Open Arms" por Journey, antes de performar a canção, Oops!... I Did It Again World Tour, no qual a cantora usou uma roupa semelhante ao que usou no videoclipe da canção, e na Dream Within a Dream Tour, onde a cantora surgiu no meio de uma caixa de música gigante vestida de ballerina para executar a canção em um medley com "Lucky" e "Born to Make You Happy".

## Antecedentes
"Sometimes" foi escrita por Jörgen Elofsson, e produzida por Per Magnusson e David Kreuger. Spears gravou seus vocais para a canção em 1998 na Cheiron Studios, em Estocolmo, Suécia. E também foi mixado na Cheiron Studios por Max Martin. Esbjörn Öhrwall tocou a guitarra acústica. O baixo elétrico foi tocado por Thomas Lindberg. O instrumento de teclas e a programação foram feitas por Kreuger, e teclados adicionais de Magnusson. Os vocais de apoio foram fornecidos por Anders von Hoffsten. "Sometimes" foi lançado como o segundo single de ...Baby One More Time em 7 de junho de 1999. Em 2004 na The Onyx Hotel Tour, Spears alegou que nunca gostou muito da canção. No especial ao vivo em Miami, antes de cantar o bis do show, a cantora disse: "O que? Temos que ir? Eu ainda não cantei "Sometimes". 'Sometimes I run/Sometimes I hide'… Oh, Deus, eu nunca gostei dessa canção, de jeito nenhum!"

### Controvérsia na escrita da canção
A canção criou uma controvérsia sobre os créditos de escrita. Steve Wallace, um cantor indiano, alegou que ele escreveu "Sometimes" em 1990, mas não de direitos autorais até 2003, quatro anos depois de Spears registrar seu direito autoral. Wallace afirmou que Spears confessou que ele escreveu a canção, mostrando ao tribunal um possível e-mail da cantora, que dizia: "Agora eu sei que é fato que você escreveu ['Sometimes']. Mas não há nada que eu possa fazer sobre isso. Isso é tudo que eu posso dizer". O e-mail foi considerado falso e o processo foi indeferido em 31 de outubro de 2005, quando o juíz John D. Tinder afirmou que a cantora não roubou a letra da canção.

## Composição
"Sometimes" é uma canção de teen pop com duração de quatro minutos e quatro segundos. A canção é composta na tonalidade de Si♭ maior e está situado no compasso de tempo comum, com um ritmo relativamente lento com 96 batidas por minuto. Os vocais de Spears variam de G3para C5. "Sometimes" é uma balada que fala de coração partido, onde Spears declara no início da canção "You tell me you're in love with me/That you can't take your pretty eyes away from me/It's not that I don't wanna stay/But every time you come too close I move away". A canção tem uma seqüência de Cm11–F7sus–B♭–B♭(9)/D–F/A–F como progressão harmônica. Stephen Thomas Erlewine do Allmusic notou que "Sometimes" tem "um ótimo gancho e melodias cativantes, com uma reminiscência ao ritmo de Euro-dance".

## Recepção da crítica
"Sometimes" recebeu opiniões diversificadas dos críticos contemporâneos. Na revisão do CD Universe, disse que a canção "adverte um potencial de amor [Spears] que necessita de tempo e paciência, rolando muito bem com um ritmo lento e uma batida forte". Amanda Murray do Sputnikmusic considerou  "Sometimes" um single competente, mas afirmou que a canção é normal. Kyle Anderson da MTV disse que a canção "introduz a primeira balada do álbum [...Baby One More Time]", e a considerou "bastante razoável, embora três canções de Spears aborde em suas letras temas inteiramente sobre garotos. Como se ela não parasse de pensar neles". Caryn Ganz da Rolling Stone chamou "Sometimes" de um "futuro hit" de ...Baby One More Time, juntamente com "From the Bottom of My Broken Heart" e "(You Drive Me) Crazy". Spence D. do IGN considerou "Sometimes" uma "das canções mais brilhantes de [Max] Martin", enquanto Annabel Leathes da BBC Online disse que a canção "representa seus anos de inocência enquanto Spears se molesta e se aborrece em medidas iguais".

## Performance comercial
"Sometimes" alcançou sucesso comercial mundialmente. A canção atingiu a posição de número um na Bélgica (Flandres), Holanda e Nova Zelândia. Também atingiu a posição de número dois na Austrália, e a de número quatro na Finlândia e na Suécia, enquanto atingia o top dez em outras cinco paradas musicais. "Sometimes" foi bem sucedido no Reino Unido, entrando na UK Singles Chart em 26 de junho de 1999 na terceira posição. Nos Estados Unidos, "Sometimes" atingiu a posição de número vinte e um no Hot 100 da Billboard na semana de 24 de julho de 1999, enquanto estava na posição de número onze na Adult Contemporary e a de número vinte e nove na Adult Pop Songs. A canção também conseguiu um pico de número seis na Pop Songs. "Sometimes" recebeu uma certificação de disco de Ouro pela Recording Industry Association of New Zealand (RIANZ) por vender mais de 7.500 unidades físicas do single. E foi certificado como disco de Platina pela Australian Recording Industry Association (ARIA), por vender mais de 70.000 unidades, e disco de Prata pela Syndicat National de l'Édition Phonographique (SNEP), depois de vender 100.000 downloads do single somente na França.

## Promoção

### Videoclipe

Spears no videoclipe de "Sometimes".

O videoclipe de "Sometimes" foi dirigido por Nigel Dick. Durante os ensaios para o videoclipe, em 11 de fevereiro de 1999, Spears machucou o joelho esquerdo e foi rapidamente fazer a cirurgia necessária. Depois de se recuperar da cirurgia em Kentwood, Luisiana, o vídeo foi filmado entre 09-10 de abril de 1999 na Paradise Cove em Malibu, Califórnia. Foi lançado em 6 de maio de 1999 no Total Request Live da MTV. O video mostra a cantora recordando a distância para o seu amor, interpretado pelo modelo americano Chad Cole enquanto caminha ao longo da praia e brinca com seu cão na areia. O cantor é um ponto de vantagem em um lado do píer, que pretendem estar perto dele profundamente. Durante o curso do videoclipe há cenas de Spears dançando com seus dançarinos, todos vestidos de branco.

### Performances ao vivo
Na ...Baby One More Time Tour, Spears performou um cover de "Open Arms" da banda Journey, antes de performar "Sometimes", enquanto na Crazy 2k Tour, a canção foi a última performada antes do bis. Em 2000 na Oops!... I Did It Again World Tour, Spears performou "Sometimes" vestindo uma roupa semelhante à que usou no videoclipe da canção. "Sometimes" foi performada pela última vez na Dream Within a Dream Tour. Logo após a performance de "Overprotected", uma caixa musical gigante foi colocado no palco, onde Spears estava vestida de ballerina para executar a canção em um medley com "Lucky" e "Born to Make You Happy".

## Faixas e formatos
| - CD Single inglês 1. "Sometimes" (Radio Edit) – 3:55 2. "Sometimes" (Soul Solution Mid-Tempo Mix) – 3:29 3. "I'm So Curious" – 3:35 - CD Single europeu 1. "Sometimes" (Radio Edit) – 3:55 2. "Sometimes" (Soul Solution Mid-Tempo Mix) – 3:29 | - CD Single japonês 1. "Sometimes" (Radio Edit) – 3:55 2. "…Baby One More Time" (Sharp Platinum Vocal Remix) – 8:11 3. "…Baby One More Time" (Davidson Ospina Club Mix) – 5:40 - The Singles Collection Boxset Single 1. "Sometimes" (Radio Edit) – 3:55 2. "I'm So Curious" – 3:35 |

## Créditos
A seguir, pessoas que contribuíram para "Sometimes" e "I'm So Curious":
| Sometimes - Britney Spears – vocal principal - Jörgen Elofsson – compositor - David Kreuger – produtor, teclado, programador - Per Magnusson – produtor, teclados - Anders von Hoffsten – vocais de apoio - Esbjörn Öhrwall – guitarra acústica - Thomas Lindberg – baixo elétrico - Max Martin – mixagem - Tom Coyne – masterização de áudio | I'm So Curious - Britney Spears – vocais principais, vocais de apoio, compositora - Eric Foster White – compositor, produtor, mixagem, baixo elétrico, teclado, programador - Dan Petty – guitarra acústica - Tom Coyne – masterização de áudio |

## Desempenho e certificações
| País/Parada (1999)                        | Melhor posição |
| ----------------------------------------- | -------------- |
| Alemanha (Media Control Charts)           | 6              |
| Austrália (ARIA)                          | 2              |
| Áustria (Ö3 Austria Top 40)               | 6              |
| Bélgica (Ultratop 50 Flandres)            | 1              |
| Bélgica (Ultratop 40 Valónia)             | 6              |
| Estados Unidos (Billboard Hot 100)        | 21             |
| Europa Hot 100 Singles                    | 7              |
| Finlândia (Mitä hittiä)                   | 4              |
| França (SNEP)                             | 13             |
| Países Baixos (MegaCharts)                | 1              |
| Noruega (VG-lista)                        | 13             |
| Nova Zelândia (RIANZ)                     | 1              |
| Reino Unido (The Official Charts Company) | 3              |
| Suécia (Sverigetopplistan)                | 4              |
| Suíça (Schweizer Hitparade)               | 7              |
| Brasil (Top 100 Singles)                  | 1(12x)         |

| País               | Posição |
| ------------------ | ------- |
| Alemanha           | 51      |
| Austrália          | 22      |
| Bélgica (Flandres) | 11      |
| Bélgica (Valónia)  | 28      |
| Estados Unidos     | 86      |
| França             | 54      |
| Reino Unido        | 34      |
| Suíça              | 38      |

| País           | Certificação | Vendas   |
| -------------- | ------------ | -------- |
| Austrália      | Platina      | 70.000+  |
| Bélgica        | Platina      | 50.000+  |
| Estados Unidos | Ouro         | 500.000+ |
| França         | Ouro         | 250.000+ |
| Países Baixos  | Ouro         | 50.000+  |
| Nova Zelândia  | Ouro         | 15.000+  |
| Reino Unido    | Platina      | 600.000+ |
| Suécia         | Ouro         | 15.000+  |

## Versão de Kelly Key
"Indecisão (Mr. Jam Remix)" é um single oficial da carreira da cantora pop brasileira Kelly Key, presente em seu quinto álbum em estúdio, Pra Brilhar. Lançada oficialmente em 4 de abril de 2009, foi remixada para o lançamento pelo produtor e DJ Mr. Jam, trazendo também os vocais do mesmo. A faixa contida no álbum é uma versão de "Sometimes", da cantora estadunidense Britney Spears, sendo que na versão remixada lançada como single.

### Composição e Desenvolvimento
A canção foi composta por Jörgen Elofson originalmente para Britney Spears, em sua versão intitulada "Sometimes", em sua  tonalidade de Si♭ maior e está situado no compasso de tempo comum, com um ritmo relativamente lento com 96 batidas por minuto. A canção é uma balada romântica que fala de coração partido por conta da insegurança. A canção tem uma seqüência de Cm11–F7sus–B♭–B♭(9)/D–F/A–F como progressão harmônica.«Sheet Music». musicnotes.com</ref> Em entrevista para o jornal O Globo a cantora declarou que "Eu canto o que todas as meninas gostariam de dizer". Foi remixada pelo DJ e produtor Mr. Jam para ser lançada como single oficial, trazendo uma sonoridade dance-pop para a faixa. Mr. Jam também realiza os raps da faixa.

### Divulgação e desempenho
A canção teve sua performance de estreia na televisão em 30 de abril de 2009 no programa Tudo É Possível, comandado pela apresentadora Ana Hickmann. A cantora ainda passou por programas como Domingo Legal, Mais Você, O Melhor do Brasil, Tudo É Possível e Programa do Ratinho. A cantora ainda passou pelo programa Toda Sexta, de Adriane Galisteu, onde cantou o single e participou de um quadro onde ambas dançaram juntas. Outro programa em que a canção teve destaque foi o Show do Tom, de Tom Cavalcanti, onde a cantora participou de quadros do programa, além de falar sobre a canção e performa-la. Kelly Key ainda apresentou a canção no Studio Livre, evento da Som Livre voltado à performances não-televisionadas, onde a cantora já havia participado na época de seu primeiro disco. Sua estréia na rádio ocorreu pela Transamerica, passando posteriormente para outras rádios como a Mix FM.

### Recepção e Crítica
A canção recebeu críticas mistas. O site Papel Pop classificou a canção como ruim e ironizou dizendo "quem tem coragem de ouvir inteira?". A Folha de S.Paulo classificou a canção como um "amadurecimento de Kelly Key perante o público jovem que cresce com ela". O site CasTV deu classificação positiva ao remix da canção e declarou que o novo single de Kelly Key seria mais um hit a caminho. A 93 FM declarou que o a canção era bem produzida. Já o site TPM Mensal também fez duras críticas, classificando a canção como ruim

### Desempenho nas paradas
| Paradas (2009)                  | Melhor posição |
| ------------------------------- | -------------- |
| BR (Billboard Hot 100 Airplay)] | 92             |
| BR Billboard Popular Hot Songs  | 67             |